# WWOZ
WWOZ (Slogan: „Jazz & Heritage Station“) ist eine der bekanntesten Jazz- und Blues-Radiostationen in den USA. Der Sender aus New Orleans ist eine Public Radio Station. WWOZ sendet auf UKW 90.7 MHz mit 100 kW. Präsident des Senders ist C.J. Blache.
Der Sender spiegelt die Musikszene von New Orleans wider und sendet aktuellen Jazz, Soul, Bounce und R&B im Bezug auf die Jazz-Tradition.

## Geschichte und Namensgebung
Gegründet wurde WWOZ von den Brüdern Walter und Jerry Brock aus Texas. Sie waren der Ansicht, New Orleans brauche ein „community radio“ und begannen Mitte der 1970er-Jahre mit der Vorbereitung. Herry Brock gründete auch die Louisiana Music Factory mit und betätigte sich als Plattenproduzent für lokale Künstler. Die Nora Blatch Educational Foundation, benannt nach der Radiopionierin Nora Blatch, der Ehefrau von Lee De Forest, wurde als Non-Profit-Organisation gegründet und beantragte die Sendelizenz.
WWOZ steht für The Wonderful Wizard of Oz, mit Bezug auf das Zitat „Pay no attention to the man behind the curtain“, womit darauf verwiesen wurde, dass die Programmaufsicht nicht der DJ haben sollte. 
WWOZ sendete zu Beginn von wechselnden Lokalitäten aus, unter anderem aus einem Bierlager in New Orleans-Tipitina.
Nachdem das Studio und Sendeanlage von WWOZ durch den Hurrikan Katrina im August 2005 zerstört wurden, übernahm WFUV kurzfristige via Webcast das Programm aus New Orleans.